# Louis-Armand-Constantin de Rohan
Louis-Armand-Constantin de Rohan, chevalier de Rohan puis prince de Montbazon, né le 6 avril 1732, à Paris et guillotiné le 23 juillet 1794 à Paris, est un aristocrate, militaire, planteur et administrateur colonial français du XVIIIe siècle. Il est membre de la Maison de Rohan.

## Biographie

### Origines
Il est le cinquième des sept enfants d'Hercule-Mériadec de Rohan-Guéméné, prince de Guémené, et de Louise de Rohan (1704-1741), fille d'Hercule-Mériadec de Rohan-Soubise. Il descend donc, aussi bien par son père que par sa mère, de la maison de Rohan, une des familles aristocratiques les plus influentes de l'époque, qui bénéficiait du rang de prince étranger.
Alors qu'il vit encore dans les appartements parisiens de ses parent, il possède un jeune esclave du nom de Roch Aza.

### Carrière dans la Marine royale
Nommé capitaine de vaisseau en 1758, à l'âge de 26 ans, il reçoit le commandement du vaisseau le Raisonnable. Il appareille en mai dans la division du commandant Desgouttes  qui doit se rendre à Louisbourg. Repéré par une division anglaise de 6 navires qui se lance à sa poursuite, il est rattrapé par deux vaisseaux contre lesquels il soutient un long combat avec de devoir baisser pavillon. Libéré, il commande en 1759 le Bizarre avec lequel il participe à la bataille des Cardinaux (20 novembre), et ensuite le Défenseur dans l’escadre de Blénac envoyée aux Antilles y apporter des renforts en 1762.

### Gouverneur de Saint-Domingue
Chef d’escadre en décembre 1764, il est ensuite nommé gouverneur général de la colonie de Saint-Domingue et des îles Sous-le-Vent en janvier 1766, en remplacement du comte d'Estaing.
Sur place, Louis-Armand-Constantin de Rohan acquiert une plantation sucrière, l'habitation Prince, à Boucassin, paroisse de l’Arcahaye.
En tant que gouverneur, il entreprend immédiatement le rétablissement de la milice coloniale, malgré l'opposition des propriétaires d'esclaves, tous blancs de couleur. Des « Blancs antimiliciens et des hommes de couleur libres » se rassemblent alors en signe de protestation au début de 1769, et Rohan-Montbazon envoie les troupes royales pour les réprimer. Bon marin mais piètre administrateur, tout comme son intendant M. de Bongars, il laisse Saint-Domingue en grand désordre au moment où Versailles le rappelle.
Il quitte l'île le 10 février 1769. La même année, il est promu Lieutenant général des armées navales.

### Disgrâce progressive
À partir de cette date, il cesse presque totalement de servir à la mer, ce qui ne l'empêche pas d'être promu vice-amiral de la flotte du Levant en mars 1784. Ces promotions masquent mal la disgrâce qu'il subit et qui a commencé sous le règne de Louis XV après son passage raté à Saint-Domingue. En 1789, depuis 23 ans (1766-1789), malgré ses sollicitations, tous les ministres successifs lui ont refusé un commandement de navire ou un poste colonial.
Affilié à la franc-maçonnerie, comme beaucoup de grands nobles de son temps, il était membre en 1773 de la loge Saint-Jean de Montmorency-Luxembourg.
Lorsque la Révolution éclate, il n'émigre pas et cherche avec empressement à « multiplier les preuves de son civisme ». Il est cependant arrêté le 1er octobre 1793, « suspecté non d'avoir fait le mal, mais de pouvoir le faire ». Il est condamné à mort par le Tribunal révolutionnaire le 23 juillet 1794 (5 thermidor an II) et exécuté le lendemain à Paris.

### Vie familiale, et héritage
En 1771, il épouse Gabrielle Louise Rosalie Le Tonnelier de Breteuil (1725- ?), veuve Charles Armand de Pons, et fille de François-Victor Le Tonnelier de Breteuil, marquis de Fontenay-Trésigny  (1686-1743) et Marie Anne Angélique Charpentier. Il devient ainsi le beau-père de Marie-Antoinette-Rosalie de Pons qui est mariée depuis 1766 à Paul François de Quelen de la Vauguyon (1746-1828), duc de Saint-Mégrin, fils du duc de la Vauguyon (1706-1772) gouverneur des fils du Dauphin et de Marie-Françoise de Béthune (1712-1799).
Louis-Armand-Constantin de Rohan et Gabrielle Louise Rosalie Le Tonnelier de Breteuil n'auront pas d'enfants. En 1826, dans le cadre de l'indemnisation des anciens propriétaires français par la République d'Haïti, son neveu Charles-Louis Ferrero-Fieschi (it) (1782-1833), prince de Masserano et marquis de Crèvecœur, et ses petits-neveux Jules-Armand-Louis de Rohan (1768-1836) et Charlotte-Louise-Dorothée de Rohan-Rochefort (1767-1841), toucheront chacun la somme de 36 151 francs or en dédommagement de la perte de leurs plantations et esclaves causée par la Révolution haïtienne.

### Sources et bibliographie
- Nouveau Larousse Illustré (1897-1904)
- François Alexandre Aubert de La Chesnaye-Desbois, Badier, Dictionnaire de la noblesse, contenant les généalogies, l'histoire & la chronologie des familles nobles de France, Tome XII, Antoine Boudet, Libraire-imprimeur du Roi, 1778, Paris sur Google Livres p. 269
- Louis Moreri, Claude-Pierre Goujet, Étienne-François Drouet, Le grand dictionnaire historique, ou Le mélange curieux de l'histoire sacrée et profane, tome 9, Libraires associés, 1759, Paris, p. 305
- Rémi Monaque, Une histoire de la marine de guerre française, Paris, éditions Perrin, 2016, 526 p. (ISBN 978-2-262-03715-4)
- Étienne Taillemite, Dictionnaire des marins français, Paris, Éditions Tallandier, 2002, 573 p. (ISBN 2-84734-008-4)
- Michel Vergé-Franceschi (dir.), Dictionnaire d'histoire maritime, Paris, éditions Robert Laffont, coll. « Bouquins », 2002, 1508 p. (ISBN 2-221-08751-8 et 2-221-09744-0, BNF 38825325)
- Naissance/Baptême, AD de Paris Reconstituées / 5Mi1 13 / Naissances du 12/04/1731 - 28/04/1731 (vues 25 et 26/49)
- Décès, AD de Paris Reconstituées / 5 Mi1 1135 / Décès du 23/07/1794 - 24/07/1794 (vue 35/46)